# آي مايت
آي مات (بالإنجليزية: i-mate)‏ هي شركة للهواتف الذكية أنشئها جيم موريسون في غلاسكو اسكتلندا عام 2001 ويقع مركزها الرئيسي في مدينة دبي للإنترنت، دبي، الإمارات العربية المتحدة.

## وصلات خارجية
الموقع الرسمي